# 法德勒·本·萨赫勒

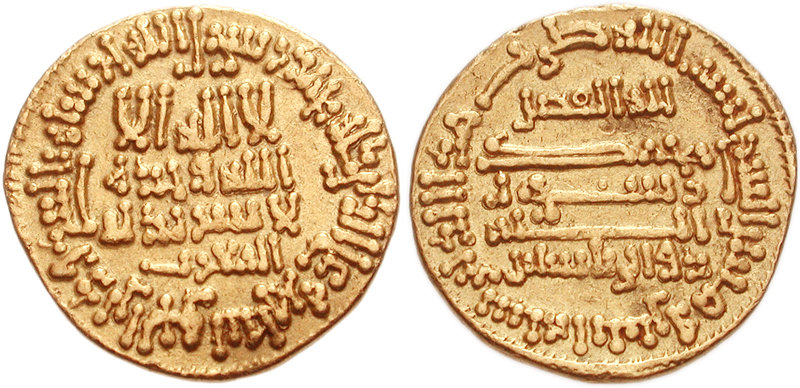
阿拔斯王朝硬币，刻有哈里发马蒙的名字和法德勒的头衔“双重领导权者”

法德勒·本·萨赫勒（羅馬化：Abu ’l-ʿAbbās al-Faḍl b. Sahl b. Zādānfarrūḫ as-Saraḫsī；死于818年），头衔双重领导权者（羅馬化：Dhu 'l-Ri'āsatayn），是阿拔斯王朝哈里发马蒙的波斯裔维齐尔。在哈里发阿明和马蒙内战期间，他发挥了关键的作用。他是哈里发国的实际管理者直至817年。

## 生平
法德勒的父亲萨赫勒是一名来自库法的琐罗亚斯德教徒，后来改宗伊斯兰并加入了巴尔马克家族。在巴尔马克家族叶海亚·伊本·哈立德的敦促下，法德勒大约在806年改宗伊斯兰，并为哈里发哈伦·拉希德和他的儿子马蒙服务。
法德勒很早就意识到了当哈里发哈伦·拉希德死后，他的两个儿子之间会爆发冲突，于是向马蒙（一个波斯嫔妃的儿子）建议，追随拉希德前往呼罗珊，在那里建立势力。随着事态的发展正如法德勒所预言的那样，马蒙任命法德勒为自己的首席顾问。在同哈里发内战期间，法德勒是马蒙的左右手。
在击败阿明之后，马蒙成为了东部伊斯兰世界的新哈里发，主要在波斯地区。法德勒被任命为维齐尔和这些地区的埃米尔。因为他在当地的政军双重领导身份，他得到了一个外号ذو الرئاستين，意思是"暴力的二元统治"。此外，他还得到了大量奖赏，以及世袭封邑。法德勒的兄弟，哈桑·本·萨赫勒也被任命为财政部长。
尽管马蒙取得了内战的胜利，他仍要面对此起彼伏的叛乱以及来自阿拉伯贵族的压力，尤其是巴格达和沙姆地区。根据历史学家al-Azraqi和Ibn Babuya的记载，法德勒在呼罗珊及相邻地区发动了几次战争，当地的势力如葛逻禄（首领逃跑）、喀布爾-夏希王朝等遭到了严重打击。这些胜利的意义不可低估，法德勒不仅保障了帝国的东部，还为马蒙的军队带来了大量佣兵和奴隶军。
阿拔斯王朝的一个重要转折点是一名什叶派伊玛目阿里·里达被哈里发马蒙任命为储君。这一亲什叶派的举动被哈里发的敌人给哈里发和他的大臣们贴上了亲波斯和反阿拉伯的标签，事实上马蒙一直在一个以波斯人为主要居民的城市梅尔夫执政，而不是在阿拉伯核心地区伊拉克。法德勒被指控为一个秘密的什叶派教徒，并要控制哈里发国，复兴萨珊波斯。据一些记载，法德勒之后拒绝了哈里发的大笔赏赐，并告老还乡过着平静和苦行的生活。

## 死亡
818年2月13日呼罗珊北部城市薩拉赫斯，法德勒被发现神秘地死于浴室中。根据各种记载，当他死亡的时候大约41-60岁。有传闻称，哈里发亲自下令将他暗杀。不久，
阿里·里达也被杀害。大多数当代史学家同意这是马蒙下令杀死了他们，尽管他们之间有深厚的友谊、政治、联姻等因素把他们联系在一起。
法德勒被视为一个活力充沛的，有时候暴力和独裁的政治家，但是没有私心或贪婪。